# Noc kawalerów
Noc kawalerów (ang. Bachelor Party Vegas) – amerykańska komedia przygodowa z 2006 roku oparty na scenariuszu i reżyserii Erica Bernta. Wyprodukowany przez Sony Pictures Home Entertainment.

## Opis fabuły
Z-Bob (Kal Penn) i jego kumple jadą do Las Vegas. Chcą w stolicy hazardu spędzić wieczór kawalerski jednego z nich. Przez zbieg okoliczności zaraz po wyjściu z samolotu zostają wzięci za poszukiwanych przez policję bandytów, a to dopiero początek kłopotów.

## Obsada
- Kal Penn jako Z-Bob
- Jonathan Bennett jako Nathan
- Donald Faison jako Ash
- Charlie Spiller jako Johnny C. MacElroy
- Aaron Himelstein jako Eli
- Vincent Pastore jako Carmine / pan Kidd
- Chuck Liddell jako on sam
- Lin Shaye jako Cassandra

i inni